# Mecânica das rochas

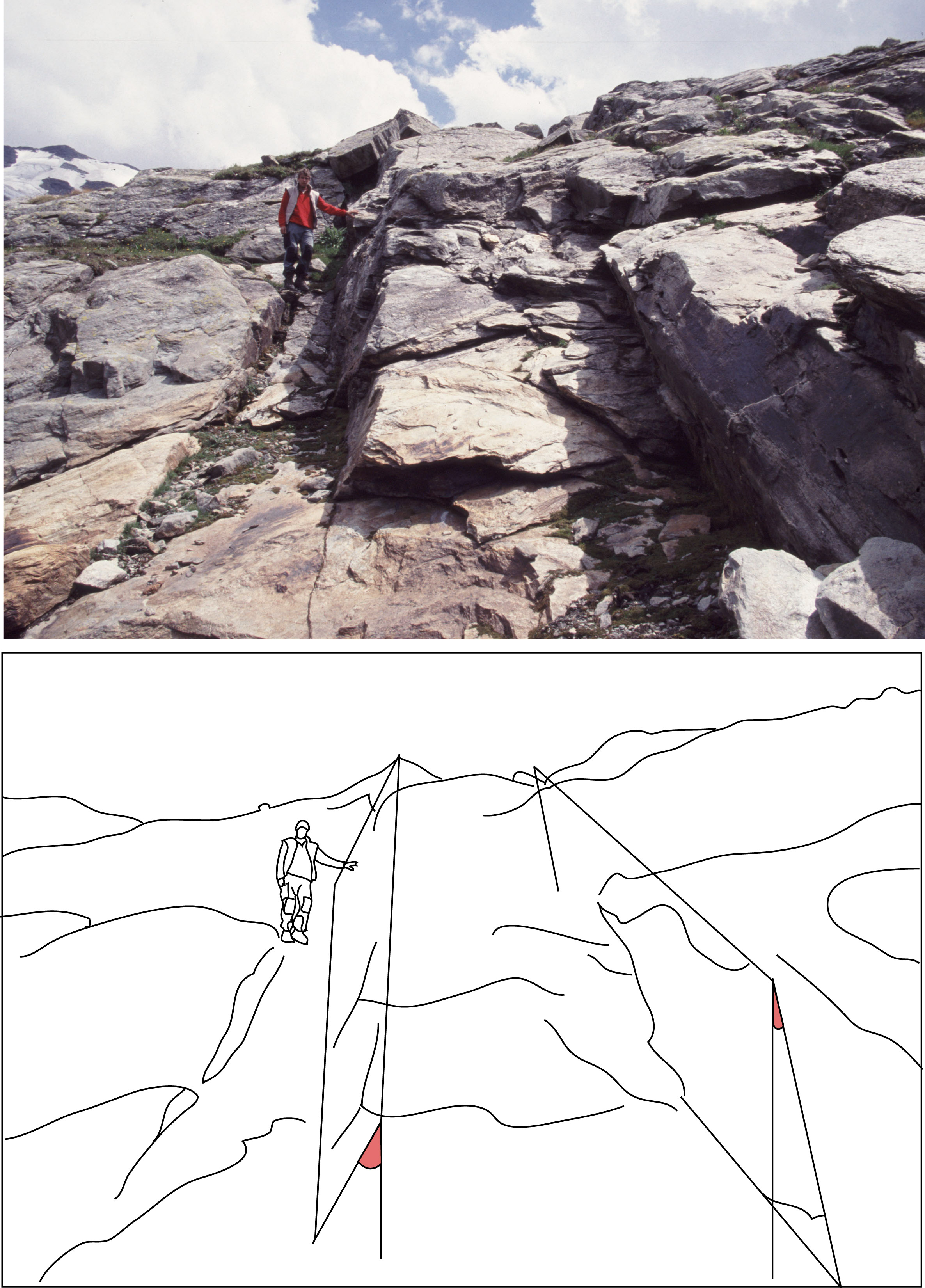
Ilustração demonstrando uma falha geológica vista em foto do massivo de Vanoise, nos alpes franceses.

Mecânica das rochas é a ciência teórica e aplicada do comportamento mecânico das rochas e maciços rochosos; é o ramo da mecânica que estuda a resposta das rochas e maciços rochosos perante os campos de forças a que estão sujeitos no seu ambiente físico.
A mecânica das rochas propriamente dita faz parte do campo mais vasto que é a geomecânica, que se ocupa das respostas mecânicas de todos os materiais geológicos, incluindo os solos. 
A mecânica das rochas, tal como é aplicada na prática da engenharia de minas e engenharia geológica, refere-se à aplicação dos princípios da mecânica de engenharia ao desenho de estruturas em rocha geradas pela actividade mineira, como por exemplo túneis, poços de minas, escavações subterrâneas ou minas a céu aberto. Inclui também o desenho de padrões de ancoragem.